# Шайян (Маєнн)
Шая́н (фр. Chailland) — муніципалітет у Франції, у регіоні Пеї-де-ла-Луар, департамент Маєнн. Населення — 1159 осіб (01.01.2021).
Муніципалітет розташований на відстані близько 250 км на захід від Парижа, 125 км на північний схід від Нанта, 19 км на північний захід від Лаваля.

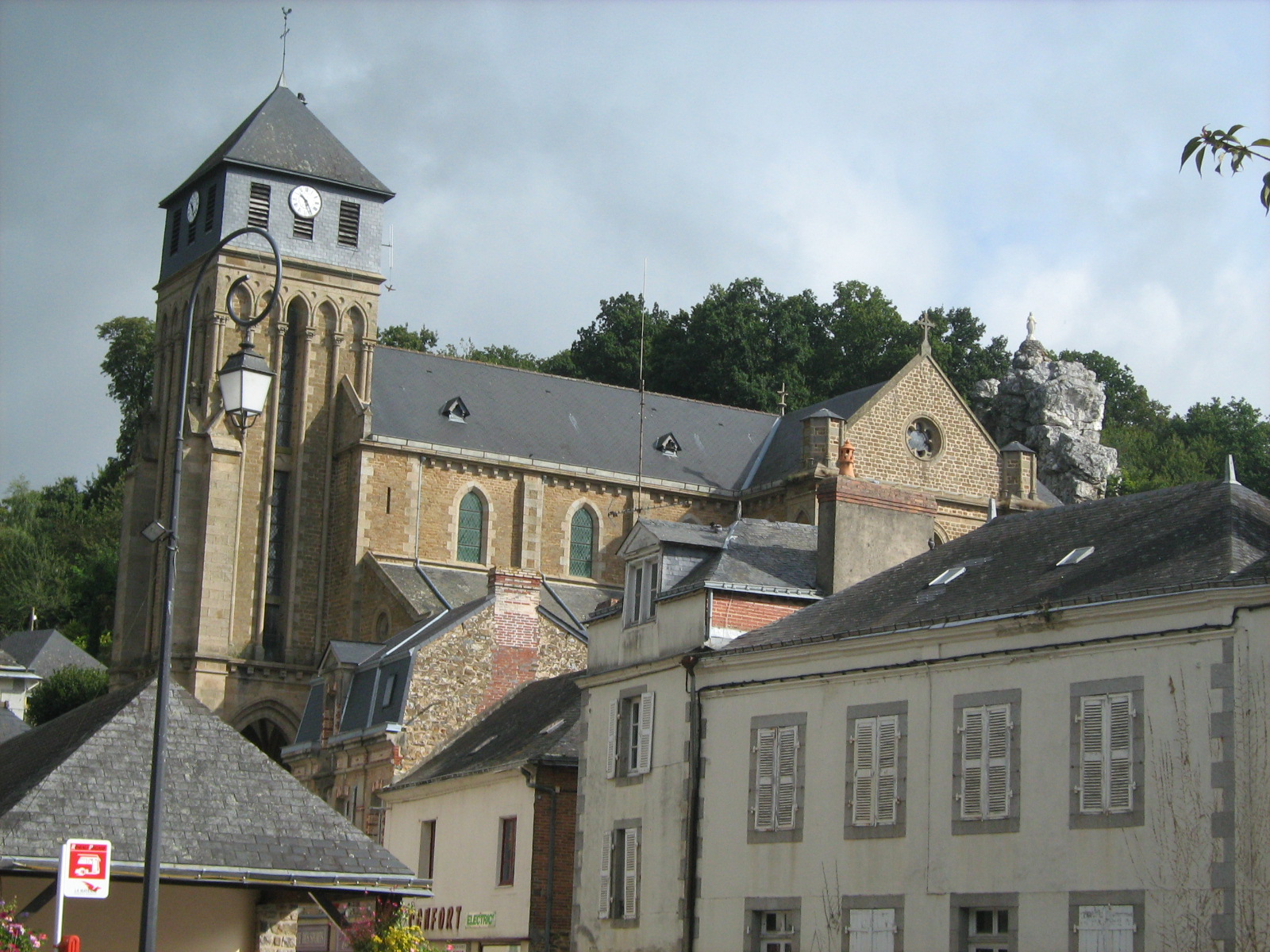

## Демографія
Динаміка населення (Insee, Ehess ):

## Економіка
2010 року серед 692 осіб працездатного віку (15—64 років) 551 була активною, 141 — неактивною (показник активності 79,6%, у 1999 році було 75,4%). З 551 активної мешканців працювало 520 осіб (294 чоловіки та 226 жінок), безробітними було 31 (16 чоловіків та 15 жінок). Серед 141 неактивної 44 особи були учнями чи студентами, 69 — пенсіонерами, 28 були неактивними з інших причин.